# Генрих IV, граф де Водемон
Генрих (Анри) IV де Водемон (фр. Henri IV de Vaudémont; 1310 — 26 августа 1346, Креси) — французский дворянин, соправитель отца в графстве Водемон.
Генрих был единственным сыном Генриха III, графа де Водемон (ум. 1348), и Изабеллы Лотарингской, дочери герцога Лотарингского Ферри III. Существует версия, что он был сыном одной из дочерей императора Священной Римской империи Генриха VII, но большинством исследователей она не поддерживается.
Генрих де Водемон погиб в битве при Креси. Он не оставил детей, поэтому после смерти его отца графство перешло к племяннику Генриха, сыну его сестры Генриху V (1327—1365) из рода де Жуанвиль. Исходя из этих данных, первый род Шатенуа, де Водемон, прервался.